# Cyanopyrenia japonica
Cyanopyrenia japonica är en svampart som beskrevs av H. Harada 1995. Cyanopyrenia japonica ingår i släktet Cyanopyrenia, klassen Eurotiomycetes, divisionen sporsäcksvampar och riket svampar.   Inga underarter finns listade i Catalogue of Life.